# Уилсон (Северная Каролина)
Уилсон (англ. Wilson) — город в Северной Каролине, административный центр округа Уилсон, 17-й город по населению в штате. В 2007 году в городе проживало 47 380 человек. Расположен к востоку от столицы штата Роли.